# Крамер, Сюзанна
Сюза́нне Кра́мер-Хе́йген (нем. Susanne Cramer-Hagen; 3 декабря 1936, Франкфурт-на-Майне, Германия — 7 января 1969, Лос-Анджелес, Калифорния, США) — немецкая актриса.

## Биография
Сюзанне Крамер родилась 3 декабря 1936 года во Франкфурте-на-Майне (Германия).
Сюзанне дебютировала в кино в 1956 году, сыграв роль Герды Брюхер в фильме «Убийцы воскресенья». В 1969 году Крамер сыграла свою 44-ю и последнюю роль — Кристин Андерсон в эпизоде «Один злой присяжный» телесериала «Пушки Уилла Соннетта».
В 1956—1957 года Сюзанна была замужем за актёром Германном Нельсоном и во время их брака она совершила две неудачные попытки самоубийства. В 1958—1959 года Крамер была замужем за актёром Гельмутом Лонером (род.1933). В 1967—1969 года (до своей смерти) она была замужем за актёром Кевином Хейгеном (1928—2005).
10 декабря 1966 года Сюзанне обнаружила мёртвой свою подругу — 33-летнюю актрису Ренате Эверт, которая, как позже выяснилось, покончила жизнь самоубийством шестью днями ранее.
В декабре 1968 года Сюзанне заболела пневмонией и скончалась от неё 7 января 1969 года в частной голливудской клинике в 32-летнем возрасте.